# Adrien Morot
Adrien Francis Morot (Montreal, 1970) è un truccatore canadese.
Ha vinto il premio Oscar per il miglior trucco e acconciatura per The Whale, premio condiviso con Judy Chin e Annemarie Bradley, e ha ricevuto un'ulteriore nomination nella stessa categoria per il film La versione di Barney; inoltre, ha vinto due volte il Genie Award per La versione di Barney e Cruising Bar 2.

## Biografia
Morot ha coltivato vari interessi artistici sin dall'età di circa cinque anni. Disegnava creature ispirate a quelle dei film di mostri; scolpiva riproduzioni dei giocattoli di Star Wars dei suoi amici; sperimentava con plastilina, polistirolo e vaselina per creare maschere; e realizzava film fatti in casa a partire dall'età di dodici anni. Sebbene inizialmente aspirasse a entrare nel mondo del cinema come stuntman, le esperienze della sua infanzia e la lettura di un articolo di Fangoria su The Thing (1982) hanno cambiato il suo percorso, portandolo a diventare un artista degli effetti visivi.
Morot cercò di farsi strada quando aveva diciassette anni lavorando come assistente agli oggetti di scena e realizzando storyboard per vari film prodotti in Quebec. Ben presto si sentì insoddisfatto della vita sul set e della scarsità di opportunità nel campo degli effetti speciali nella zona. All'età di vent'anni, si recò a Los Angeles come parte di un tour organizzato dal suo amico Jacques. Dopo aver mostrato il suo portfolio a vari professionisti del settore degli effetti speciali, tra cui Tom Savini (un uomo di cui aveva sentito parlare per la prima volta leggendo Fangoria), ottenne rapidamente sei offerte di lavoro.

## Filmografia
- Mrs. Parker and the Vicious Circle, regia di Alan Rudolph (1994)
- Le Vent du Wyoming, regia di André Forcier (1994)
- Octobre, regia di Pierre Falardeau (1994)
- Relative Fear, regia di George Mihalka (1994)
- La magica storia di un piccolo indiano, regia di Richard Friedenberg (1997)
- Il collezionista di ossa, regia di Phillip Noyce (1999)
- Battaglia per la Terra, regia di Roger Christian (2000)
- L'arte della guerra, regia di Christian Duguay (2000)
- Maelström, regia di Denis Villeneuve (2000)
- Subconscious Cruelty, regia di Karim Hussain (2000)
- A Glimpse of Hell, regia di Mikael Salomon (2001)
- Scelte d'onore, regia di David Anspaugh (2002)
- Le Collectionneur, regia di Jean Beaudin (2002)
- Steal, regia di Gérard Pirès (2002)
- L'Odyssée d'Alice Tremblay, regia di Denise Filiatrault (2002)
- No Good Deed - Inganni svelati, regia di Bob Rafelson (2002)
- Pluto Nash, regia di Ron Underwood (2002)
- My Little Eye, regia di Marc Evans (2002)
- Napoléon - miniserie TV (2002)
- Evil Breed: The Legend of Samhain, regia di Christian Viel (2003)
- Sur le seuil, regia di Éric Tessier (2003)
- Amore senza confini - Beyond Borders, regia di Martin Campbell (2003)
- Timeline - Ai confini del tempo, regia di Richard Donner (2003)
- Decoys, regia di Matthew Hastings (2004)
- Secret Window, regia di David Koepp (2004)
- Identità violate, regia di D.J. Caruso (2004)
- A Hole in One, regia di Richard Ledes (2004)
- The Day After Tomorrow - L'alba del giorno dopo, regia di Roland Emmerich (2004)
- Un amore sotto l'albero (Noel), regia di Chazz Palminteri (2004)
- The Last Sign, regia di Douglas Law (2005)
- False verità, regia di Atom Egoyan (2005)
- C.R.A.Z.Y., regia di Jean-Marc Vallée (2005)
- Guy X, regia di Saul Metzstein (2005)
- Aurore, regia di Luc Dionne (2005)
- Horloge biologique, regia di Ricardo Trogi (2005)
- Human Trafficking - Le schiave del sesso, regia di Christian Duguay (2005)
- Maurice Richard, regia di Charles Binamé (2005)
- Les Boys IV, regia di George Mihalka (2005)
- Il mistero del bosco, regia di Lucky McKee (2006)
- Slevin - Patto criminale, regia di Paul McGuigan (2006)
- Bon Cop, Bad Cop, regia di Erik Canuel (2006)
- The Fountain - L'albero della vita, regia di Darren Aronofsky (2006)
- The Covenant, regia di Renny Harlin (2006)
- 300, regia di Zack Snyder (2006)
- Una notte al museo, regia di Shawn Levy (2006)
- Decoys 2: Seduzione aliena, regia di Jeffery Scott Lando (2007)
- End of the Line, regia di Maurice Devereaux (2007)
- L'età barbarica, regia di Denys Arcand (2007)
- The Great War, regia di Brian McKenna (2007)
- Comment survivre à sa mère, regia di Émile Gaudreault (2007)
- Redacted, regia di Brian De Palma (2007)
- Just Buried, regia di Chaz Thorne (2007)
- Spiderwick - Le cronache, regia dii Mark Waters (2008)
- La versione di Barney, regia di Richard J. Lewis (2010)
- Noah, regia di Darren Aronofsky (2014)
- Gli Stati Uniti contro Billie Holiday, regia di Lee Daniels (2021)
- The Whale, regia di Darren Aronofsky (2022)